# Aleena
Aleena är en variant av kvinnonamnet Alina, som i sin tur är en kortform av namn som Adelina.
Den 31 december 2017 fanns det totalt 59 kvinnor folkbokförda i Sverige med namnet Aleena, varav 55 bar det som tilltalsnamn.
Namnsdag i Sverige: saknas

Namnsdag i Finland (finlandssvenska namnlängden): saknas

## Personer med namnet Aleena
- Aleena Gibson, svensk sångerska och låtskrivare